# Únos školaček z Chiboku

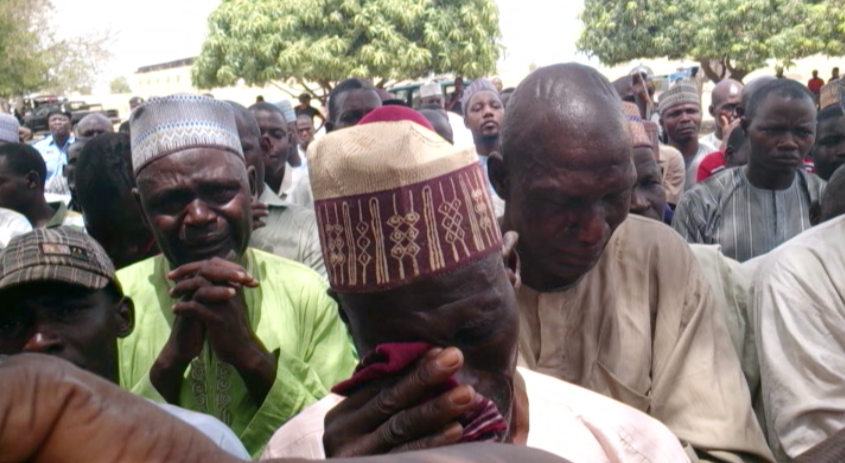
Rodiče části unesených dívek truchlí nad svou ztrátou.

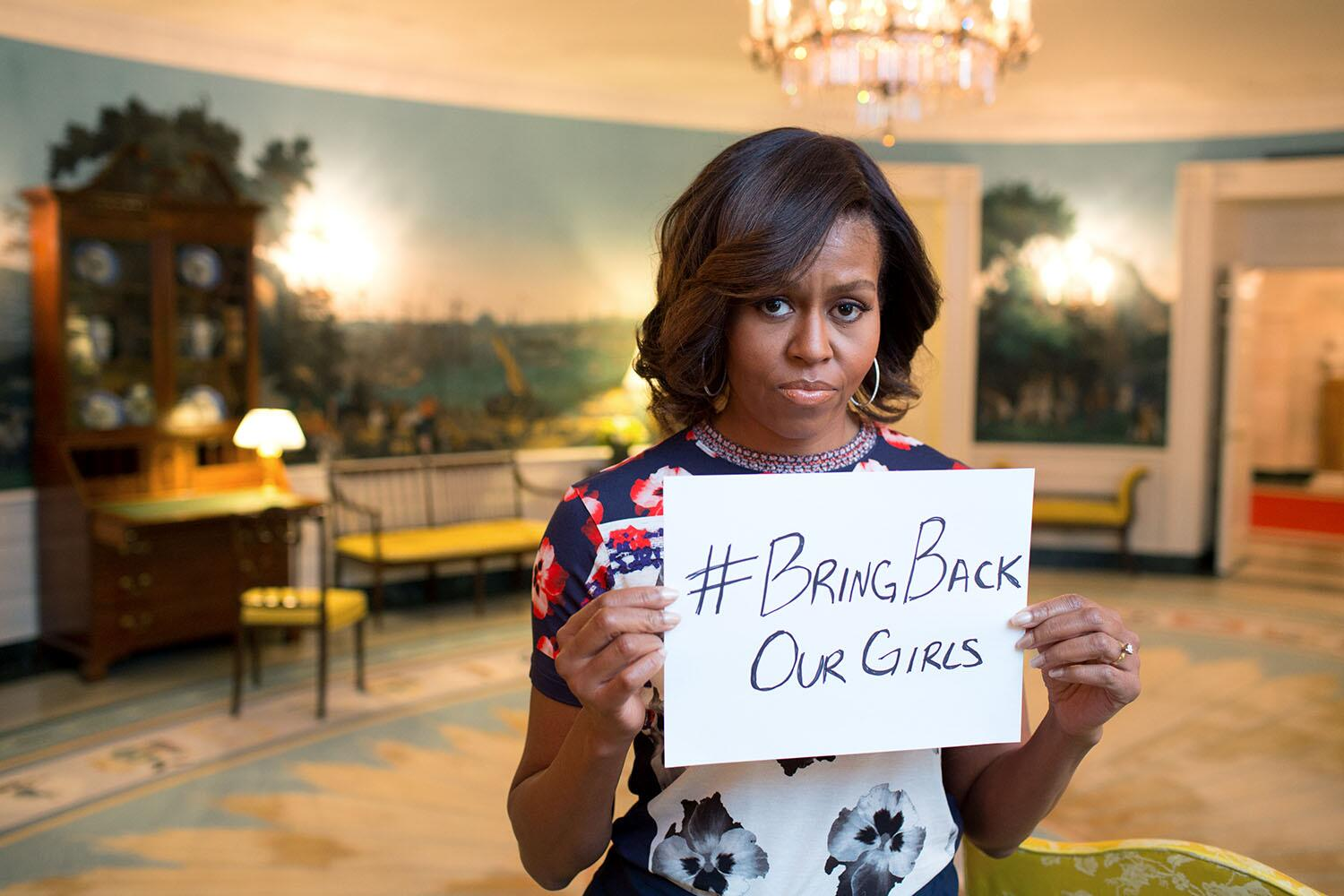
První dáma USA Michelle Obamová propagující kampaň na osvobození dívek.

Únos školaček z Chiboku se odehrál v noci ze 14. na 15. dubna 2014, kdy bylo z internátu vládní střední školy v nigerijském městě Chiboku uneseno 276 převážně křesťanských studentek. K únosu dívek se přihlásila nigerijská salafistická povstalecká skupina Boko Haram, operující v nigerijském státě Borno. 57 dívkám se podařilo únoscům uprchnout v následujících několika hodinách, další dívky byly propuštěny až po několika letech a přes 100 dívek nadále zůstává v zajetí.

## Kampaň za propuštění
Některé z dívek, kterým se podařilo utéct, popsaly své zajetí na mezinárodních konferencích věnovaných lidským právům. V reakci na únos vznikla mezinárodní kampaň #BringBackOurGirls, k níž se přidaly různé celebrity, jako například první dáma USA Michelle Obamová. Od té doby došlo k několika jednáním o propuštění zbývajících 219 dívek, která byla do dubna 2016 neúspěšná. V dubnu 2016 zveřejnila skupina Boko Haram video zachycující část unesených dívek. Novinové zprávy spekulovaly o tom, že Boko Haram doufala v to, že využije unesené dívky jako vyjednávací páku, pro propuštění některých zajatých velitelů. 18. května 2016 objevila skupina vládou podporované místní domobrany v pralese Sambisa u hranic s Kamerunem jednu z unesených dívek Aminu Ali Nkekiovou spolu s jejím dítětem a manželem, podezřelým z příslušnosti ke skupině Boko Haram. 20. května nigerijské bezpečnostní složky osvobodily při osvobozování jiné skupiny rukojmích další dívku, Serah Lukovou.
Další jednání mezi vládou a Boko Haram, která zprostředkoval Mezinárodní červený kříž a Švýcarsko, pomohla 13. října 2016 osvobodit dalších 21 školaček. Dalších 82 školaček propustila skupina na začátku května 2017, které vyměnila s nigerijskou vládou za osoby podezřelé z příslušnosti k Boko Haram.

### Kritika nigerijské vlády
Podle kritiků nigerijské vlády je tento nejznámější případ násilností Boko Haram jedním z mála, o které se vláda stará. Skupina unesla kromě školaček v Chiboku další stovky dětí i dospělých, přičemž podle OSN UNICEF využívá unesené děti k sebevražedným útokům.